# Auszeichnung Guter Bauten Franken
Auszeichnung Guter Bauten Franken ist ein deutscher Architekturpreis und wird von den BDA-Bayern-Kreisverbänden Ober-, Mittel- und Unterfranken seit 1998 alle drei Jahre verliehen. Am BDA Preis Franken können Architekten und Bauherren mit Bauwerken in Franken, die jeweils in den vergangenen sechs Jahren fertiggestellt wurden, teilnehmen. Die Auszeichnung soll zeitgenössische Architektur der Region und den Dialog mit der Öffentlichkeit fördern. Bauwerk, Gebäudegruppe oder städtebauliche Planungen können ausgezeichnet werden.

## Preisträger

### 2021
- Quellen:[1]
- Jury: Dirk Bayer, Anika Gründer, Daniela Kircher, Florian Nagler (Vorsitz), Sabine Reeh

| Kategorie         | Titel                                     | Ort             | Architekt                           |
| ----------------- | ----------------------------------------- | --------------- | ----------------------------------- |
| Auszeichnung      | Vom Kloster zur Musikakademie             | Hammelburg      | Brückner & Brückner                 |
| Auszeichnung      | Landratsamt                               | Bad Kissingen   | Steimle Architekten mit Armin Röder |
| Auszeichnung      | Himmelreich                               | Aschaffenburg   | Seitz Architektur                   |
| Anerkennung       | Bücherei                                  | Gundelsheim     | Schlicht Lamprecht                  |
| Anerkennung       | Kinderhort Bauernfeindstraße              | Nürnberg        | Bär Stadelmann Stöcker              |
| Anerkennung       | Etwas Schönes schöner machen              | Niederwerrn     | Brückner & Brückner                 |
| Anerkennung       | Sanierung der Berufsfachschulen Mariahilf | Bamberg         | Nickel und Wachter                  |
| Lobende Erwähnung | Jüdisches Museum Franken                  | Fürth           | umarchitekt                         |
| Lobende Erwähnung | Kita Baumhofstraße                        | Marktheidenfeld | Georg Redelbach                     |

### 2018
- Quellen:[2]
- Jury: Helmut Dietrich, Katja Knaus, Christine Lippert, Eva Reber, Enrico Santifaller

| Kategorie    | Titel                                                    | Ort               | Architekt                        |  |
| ------------ | -------------------------------------------------------- | ----------------- | -------------------------------- |  |
| Auszeichnung | Parkdeck der Hochschule Coburg                           | Coburg            | AV1 Architekten                  |  |
| Auszeichnung | Landratsamt Erlangen-Höchstadt                           | Erlangen          | AllesWirdGut Architektur         |  |
| Auszeichnung | Kurhaus                                                  | Bad Alexandersbad | Brückner & Brückner              |  |
| Anerkennung  | Johann-Pachelbel-Realschule und Staatliche FOS II        | Nürnberg          | Lederer Ragnarsdóttir Oei        |  |
| Anerkennung  | adidas Pitch – neue Bürowelten                           | Herzogenaurach    | wittfoht architekten             |  |
| Anerkennung  | Kilian Schule                                            | Marktheidenfeld   | Volker Staab und Georg Redelbach |  |
| Anerkennung  | Neugestaltung + Erweiterung der Pfarrkirche St. Augustin | Coburg            | Brückner & Brückner              |  |
| Anerkennung  | Einkaufsmarkt                                            | Frammersbach      | Georg Redelbach                  |  |
| Anerkennung  | Erweiterung Maria Ward Schule                            | Bamberg           | Peck Daam                        |  |
| Anerkennung  | Sanierung eines denkmalgeschützten Stadthauses           | Marktredwitz      | Kuchenreuther Architekten        |  |
| Anerkennung  | Michel-/ Brunostraße                                     | Würzburg          | Florian Krieger                  |  |
| Anerkennung  | Garten                                                   | Würzburg          | Claus Arnold                     |  |

### 2015
- Quellen:[3]
- Jury: Falk Jaeger, Uta Graff, Dirk Bayer, Rebecca Chestnutt, Norbert Böhm

| Kategorie    | Titel                                                                              | Ort             | Architekt                        | Fotografie |
| ------------ | ---------------------------------------------------------------------------------- | --------------- | -------------------------------- | ---------- |
| Auszeichnung | Erweiterung Akademie der Bildenden Künste Nürnberg                                 | Nürnberg        | Hascher Jehle Architektur        |            |
| Auszeichnung | The workers residence                                                              | Bad Königshofen | tools off.architecture           |            |
| Auszeichnung | Neuapostolische Kirche                                                             | Bamberg         | umarchitekt                      |            |
| Anerkennung  | Kinderhaus St. Regiswind                                                           | Gerolzhofen     | Brückner & Brückner              |            |
| Anerkennung  | Umbau Herzöglicher Marstalls zum Amt für Digitalisierung, Vermessung und Breitband | Coburg          | Brückner & Brückner              |            |
| Anerkennung  | Studentenwohnheim Peter-Schneider-Straße                                           | Würzburg        | Michel + Wolf Architekten        |            |
| Anerkennung  | Wein Kultur Gaden                                                                  | Thüngersheim    | PLAN-Z ARCHITEKTEN               |            |
| Anerkennung  | Quartierszentrum Ringheim                                                          | Großostheim     | o5 architekten - raab hafke lang |            |
| Anerkennung  | adidas Parkhaus Nordost                                                            | Herzogenaurach  | agps architecture                |            |

### 2012
- Quellen:[4]
- Jury: Martin Bez, Hartmut Fuchs, José Gutierrez Marquez, Angelika Nollert, Jochen Paul

| Kategorie         | Titel                                     | Ort             | Architekt                                                                            | Fotografie |
| ----------------- | ----------------------------------------- | --------------- | ------------------------------------------------------------------------------------ | ---------- |
| Auszeichnung      | Sanieren und Weiterbauen                  | Sendelbach      | Michael Deppisch                                                                     |            |
| Auszeichnung      | Wohnungsbau für Wohnungsnotfälle          | Forchheim       | Melder und Binkert Freie Architekten                                                 |            |
| Auszeichnung      | Offene Kirche St. Klara                   | Nürnberg        | Brückner & Brückner                                                                  |            |
| Auszeichnung      | Städtischer Bauhof                        | Marktheidenfeld | GeorgRedelbachArchitekten                                                            |            |
| Anerkennung       | Gebäude 115 Universität Erlangen-Nürnberg | Erlangen        | Schulz und Schulz                                                                    |            |
| Anerkennung       | Bürogebäude Längenstraße                  | Nürnberg        | Matthias Loebermann                                                                  |            |
| Anerkennung       | Bürogebäude Eichendorffstraße             | Nürnberg        | Matthias Loebermann                                                                  |            |
| Anerkennung       | Hörsaalzentrum Universität Würzburg       | Würzburg        | Grellmann Kriebel Teichmann                                                          |            |
| Lobende Erwähnung | PROLIN - Ausbildungszentrum der REHAU AG  | Rehau           | WEBERWÜRSCHINGER                                                                     |            |
| Lobende Erwähnung | Wohn- und Atelierhaus Fischer             | Würzburg        | Atelier Fischer                                                                      |            |
| Lobende Erwähnung | Umbau und Sanierung Alte Zuckerfabrik     | Wunsiedel       | Kuchenreuther Architekten Stadtplaner, Marktredwitz                                  |            |
| Lobende Erwähnung | Hochwasserschutz und Mainufergestaltung   | Würzburg        | Klinkott Architekten                                                                 |            |
| Lobende Erwähnung | Kinderhaus                                | Uttenreuth      | KJS+ Architekten (Hubert Kress, Rudolf Johannes, Rainer Straßgürtl, Michael Sattler) |            |

### 2008
- Quellen:[5]
- Jury: Nicolette Baumeister, Ferdinand Heide, Jochen Müller, Horst Biesterfeld, Matthias Müller

| Kategorie         | Titel                                                              | Ort                   | Architekt                   | Fotografie |
| ----------------- | ------------------------------------------------------------------ | --------------------- | --------------------------- | ---------- |
| Auszeichnung      | Altstadtsanierung (Neugestaltung Altort, Haupt- und Brückenstraße) | Ochsenfurt            | Valentien + Valentien       |            |
| Auszeichnung      | Haus Loebermann, Revitalisierung einer ehemaligen Industriebrache  | Nürnberg              | Matthias Loebermann         |            |
| Auszeichnung      | Studentenwohnanlage Zürnstraße                                     | Würzburg              | Michel + Wolf + Partner     |            |
| Auszeichnung      | Weinverkaufsraum Max Müller                                        | Volkach               | Reinhold Jäcklein           |            |
| Anerkennung       | Tribünengebäude Fuchs-Park-Stadion                                 | Bamberg               | Architekturbüro Gatz        |            |
| Anerkennung       | Kinderkrippe und Hort                                              | Erlangen              | dürschinger architekten     |            |
| Anerkennung       | Wohnhaus am Steinberg                                              | Nürnberg-Reichelsdorf | Bosch + Schmidt             |            |
| Anerkennung       | Shalom Europa                                                      | Würzburg              | Grellman Kriebel Teichmann  |            |
| Lobende Erwähnung | Wohn- und Geschäftshaus Scharf                                     | Burgebrach            | Schulz-Hess Architektur     |            |
| Lobende Erwähnung | Umbau Wohnhaus                                                     | Selb                  | Osterwold + Schmidt         |            |
| Lobende Erwähnung | Fränkisches Museum                                                 | Feuchtwangen          | Bauamt Feuchtwangen         |            |
| Lobende Erwähnung | Erweiterung Polizeipräsidium Unterfranken                          | Würzburg              | Staatliches Bauamt Würzburg |            |

### 2006
- Quellen:[6]
- Jury: Dorothea Becker, Wolfgang Baumann, Claus Käpplinger, Florian Nagler
- Moderation und Koordination: Ingrid Burgstaller

| Kategorie         | Titel                                                          | Ort            | Architekt                             | Fotografie |
| ----------------- | -------------------------------------------------------------- | -------------- | ------------------------------------- | ---------- |
| Auszeichnung      | Jugend- und Pfarrheim                                          | Thalmässing    | Andreas Meck                          |            |
| Auszeichnung      | Weinwerk Austein                                               | Würzburg       | Hofmann Keicher Ring mit Reinhard May |            |
| Auszeichnung      | Adi Dassler Brand Center                                       | Herzogenaurach | Querkraft Architekten                 |            |
| Auszeichnung      | Wohnhaus Winter-Welsch                                         | Kronach        | Architekturbüro [lu:p]                |            |
| Anerkennung       | Altmühlsee Informationszentrum                                 | Muhr am See    | a2 Architekten                        |            |
| Anerkennung       | Umbau eines ehem. Bankgebäude zu einem Wohn- und Geschäftshaus | Volkach        | Reinhold Jäcklein                     |            |
| Anerkennung       | Sanierung und Umbau einer Metallwarenfabrik                    | Nürnberg       | Matthias Loebermann                   |            |
| Anerkennung       | Einfamilienhaus                                                | Nürnberg       | Netzwerkarchitekten                   |            |
| Lobende Erwähnung | Parkscheune am Gerberkeller                                    | Burkardroth    | Hartmut Holl                          |            |
| Lobende Erwähnung | Umbau Spielbank                                                | Bad Kissingen  | Brückner & Brückner                   |            |
| Lobende Erwähnung | Hans-von-Raumer-Hauptschule                                    | Dinkelsbühl    | Erhard und Florian Fischer            |            |
| Lobende Erwähnung | Wohnhaus H3                                                    | Wonsees        | H2M-Architekten                       |            |

### 2004
- Quellen:[7]

| Kategorie         | Titel                                                                          | Ort             | Architekt                                      | Fotografie |
| ----------------- | ------------------------------------------------------------------------------ | --------------- | ---------------------------------------------- | ---------- |
| Auszeichnung      | Studentenwohnheim am Saalepark                                                 | Hof             | Bez+Kock                                       |            |
| Auszeichnung      | Umbau einer Scheune zum Wohnhaus                                               | Volkach–Gaibach | Michael Deppisch                               |            |
| Anerkennung       | Reihenhäuser Emma-Brendel-Weg                                                  | Erlangen        | Bäuerle Lüttin                                 |            |
| Anerkennung       | Hahnenkammschule                                                               | Alzenau         | (SE)ARCH (Stephan Eberding, Stefanie Eberding) |            |
| Anerkennung       | Busbahnhof „An der Schütt“                                                     | Herzogenaurach  | Franke, Messmer, Rössner, Waldmann             |            |
| Lobende Erwähnung | Lifestyle Kaufhaus Breuninger                                                  | Nürnberg        | Niederwöhrmeier + Kief                         |            |
| Lobende Erwähnung | Neugestaltung der Fassade im Rahmen der Generalsanierung Sparkasse Mainfranken | Würzburg        | Kuntz + Manz                                   |            |
| Lobende Erwähnung | Wohnhauserweiterung 5+                                                         | Emskirchen      | Franke und Messmer                             |            |
| Lobende Erwähnung | Einfamilienhaus haus_dk                                                        | Roßtal          | Ekkehard Drach                                 |            |
| Lobende Erwähnung | ETA Hoffmann Theater                                                           | Bamberg         | Klaus P. Springer, Jörg Springer               |            |
| Lobende Erwähnung | Multimedia-Weiterbildungszentrum der IHK Würzburg-Schweinfurt                  | Würzburg        | Franz Göger, Georg Redelbach                   |            |

### 2002
- Quellen:[9]
- Jury: Wolfgang Baumann, Ingrid Burgstaller, Josef Hämmerl, Thomas Theilig, Rüdiger Klein

| Kategorie    | Titel                      | Ort      | Architekt                                       |
| ------------ | -------------------------- | -------- | ----------------------------------------------- |
| Auszeichnung | n-ergie centrum            | Nürnberg | mvm+starke Architektur und Hausmann Architektur |
| Anerkennung  | Haus Rösler                | Nürnberg | Matthias Loebermann                             |
| Anerkennung  | Wohnhaus im Knoblauchsland | Nürnberg | Niederwöhrmeier + Kief                          |

### 2000
- Quellen:[10][11]

| Kategorie    | Titel                                                                 | Ort                 | Architekt                                                                            | Fotografie |
| ------------ | --------------------------------------------------------------------- | ------------------- | ------------------------------------------------------------------------------------ | ---------- |
| Auszeichnung | Mitarbeiterrestaurant der Adidas Salomon AG                           | Herzogenaurach      | Kauffmann Theilig & Partner                                                          |            |
| Auszeichnung | autofreie Siedlung Ochsenanger                                        | Bamberg-Gaustadt    | Melchior Eckey Rommel                                                                |            |
| Anerkennung  | Kontrollturm Flughafen Nürnberg                                       | Nürnberg            | Behnisch & Partner                                                                   |            |
| Anerkennung  | Hörsaal- und Laborgebäude der Georg-Simon-Ohm-Fachhochschule Nürnberg | Nürnberg            | Grellmann Leitl Kriebel Teichmann                                                    |            |
| Anerkennung  | Studentenwohnanlage Haus Berlin                                       | Würzburg            | Hetterich Architekten                                                                |            |
| Anerkennung  | Stadthäuser                                                           | Erlangen            | KJS+ Architekten (Hubert Kress, Rudolf Johannes, Rainer Straßgürtl, Michael Sattler) |            |
| Anerkennung  | Wohnhaus                                                              | Schonungen-Mainberg | Georg Redelbach                                                                      |            |
| Anerkennung  | Spielbank                                                             | Feuchtwangen        | Steinhilber, Weis                                                                    |            |
| Anerkennung  | Gymnasium Eckental                                                    | Eckental-Eschenau   | Michael Stößlein und Stefan Harlé                                                    |            |

### 1998
- Quellen:[12][13]

| Kategorie    | Titel                         | Ort          | Architekt              |
| ------------ | ----------------------------- | ------------ | ---------------------- |
| Auszeichnung | Pavillon Sequenzen            | Nürnberg     | Matthias Loebermann    |
| Anerkennung  | Wüst Raumgestaltung           | Nürnberg     | Niederwöhrmeier + Kief |
| Anerkennung  | Musterhaus "Über dem Rothsee" | Hilpoltstein | MORPHO-LOGIC           |